# Lepturges beaveri
Lepturges beaveri là một loài bọ cánh cứng trong họ Cerambycidae.